# 마슈호
마슈 호(일본어: 摩周湖 마슈코[*])는 홋카이도 가와카미 군 데시카가정에 있는 호수이다. 일본에서 가장 맑은 호수로 2001년 홋카이도 유산에 선정되었다. 청색의 빛을 띤 호수인 탓에 호수색은〈마슈 블루〉로 불리고 있다.

## 지리
홋카이도 동부 아칸 국립공원에 위치해 있다. 일본 호수 중에서 20번째로 넓다. 약 7,000년 전 대규모 분화에 의해 생성된 칼데라 호이다. 아이누어로는 '긴탄·카무이·도'(산신의 호수)라 부른다. 마슈라는 명칭은 여러 설이 있을 뿐 그 기원이 명확하지 않다. 호수 중앙에는 작은 섬인 가무이슈 섬이 있다. 호수 주변으로는 해발 600m 전후로 솟아있는 칼데라 벽과, 남동쪽 끝의 높이 858m 마슈 산이 있다. 마슈 산은 아이누어로 '가무이누푸리'(신의 산)으로 불린다. 호수 내부는 아칸 국립공원의 특별보호지구로 지정되어 개발행위와 우마차, 배의 승선 및 출입을 엄격히 규제하고 있다.
유입 및 유출하천이 없고, 주 수원은 주변 지역의 강우에 의한 빗물이다. 이 때문에 토양에 함유된 유기물의 혼입이 매우 적어 인산염의 유입이 없다. 또, 여름의 기온 및 수온이 낮기 때문에 유기물의 분해가 서서히 진행되는 경향이 있다. 호수는 빗물로 이루어진 까닭에 대기오염의 척도로 활용되기도 한다.
과거 방류한 담수어로 인한 물벼룩 감소로 식물성 플랑크톤이 증가해 수질오염이 우려되고 있다.
하천의 유출입이 없는 것과 관계없이 연간 수위의 변동은 적어 주변의 가미노코이케로 빠지는 복류수(伏流水)가 있을 것으로 예측된다. 현재까지의 조사 결과로는, 복류수는 호수 남동쪽 8km에 있는 사케마스(연어송어) 센터 니지베쓰 사무소부근까지로 추정되며, 그 밖에도 다와다이라에서도 복류가 관측되고 있다.

## 같이 보기
- 일본의 관광